# Die Frau, die vorausgeht
Die Frau, die vorausgeht ist eine US-amerikanische, an wahre Begebenheiten angelehnte Filmbiografie der britischen Regisseurin Susanna White nach einem Drehbuch von Steven Knight. Der Film erzählt von der Malerin Catherine Weldon, die 1889 von New York City in das Dakota-Territorium reist, um dort den Lakota-Häuptling Sitting Bull  zu porträtieren. Historisches Vorbild war die schweizerisch-amerikanische Bürgerrechtlerin und Künstlerin Caroline Weldon.
Weltpremiere hatte der Film 2017 auf dem Toronto International Film Festival. Er kam am 5. Juli 2018 in die deutschen Kinos.

## Handlung
Die New Yorker Malerin Catherine Weldon reist im Jahr 1889 in das Dakota-Territorium, um den legendären Lakota-Häuptling Tatánka Íyotake alias Sitting Bull zu porträtieren. Als sie am Militärstützpunkt Fort Yates in der Standing Rock Reservation ankommt, befiehlt ihr der Chef der Standing Rock Agency, James McLaughlin, die Gegend mit dem nächsten Zug wieder zu verlassen. Doch der Indigene Chaske, Polizist des Bureau of Indian Affairs (BIA) und Neffe von Sitting Bull, bringt sie gegen den Befehl seines Vorgesetzten zu Sitting Bull.
Nachdem er die zur damaligen Zeit gewaltige Summe von 1000 US-Dollar als Honorar von Weldon heraushandelt, willigt der Häuptling ein, sich porträtieren zu lassen. Während ihres Aufenthalts bekommt Weldon von den Ureinwohnern den Namen Frau, die voraus geht und sie erkennt nach und nach, dass die zu Ende gehenden Indianerkriege nun mit den Mitteln des Landzuteilungsgesetzes fortgeführt und den Ureinwohnern so der größte Teil ihres ohnehin schon massiv dezimierten Landes in den Reservaten geraubt werden soll. Die Stämme sollen zur Unterzeichnung gezwungen werden, indem ihnen die vom BIA ausgegebenen Lebensmittelrationen halbiert werden.
Sitting Bull drückt der Malerin das gesamte Honorar in die Hand, damit sie im Fort Lebensmittel für den Winter einkauft. Als die Wagenladungen von Ureinwohnern abgefahren werden, begreifen die weißen Siedler, dass damit die Strategie des Aushungerns unterlaufen wird und ihr Hass trifft Weldon; sie wird von mehreren Männern schwer misshandelt und in letzter Minute von Chaske vor dem Erhängen gerettet.
Als Sitting Bull die zerschundene Catherine sieht und auf Rache sinnt, bringt sie ihn dazu, stattdessen alle Bewohner des Reservats davon zu überzeugen, gegen das Gesetz zu stimmen. Obwohl das gelingt, wird Sitting Bull der Aufwiegelung beschuldigt und von BIA-Polizisten während der Verhaftung erschossen.

## Historischer Hintergrund

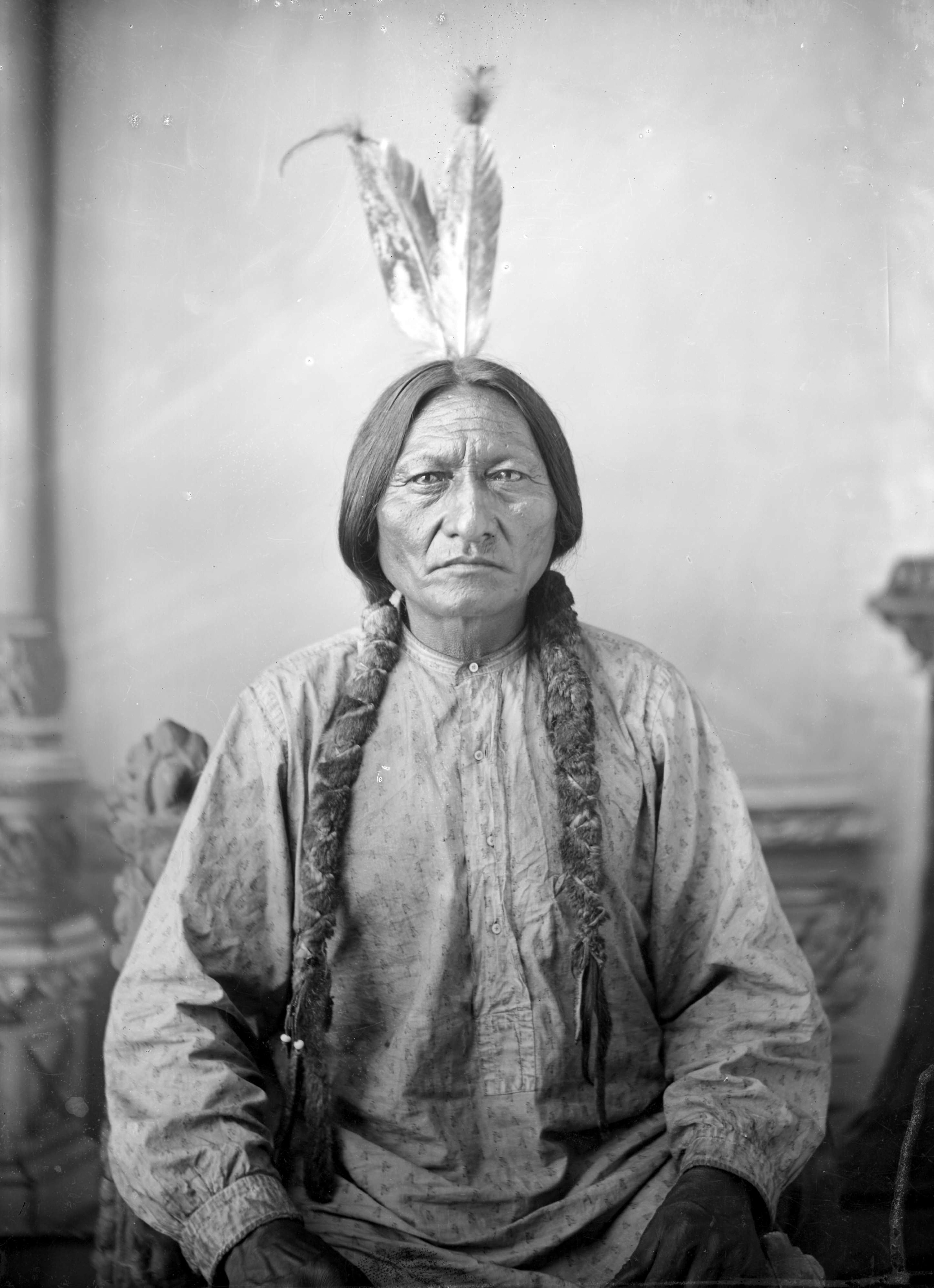
Tatánka Íyotake (Sitting Bull), Foto ca. 1883

Politisch-historischer Hintergrund ist die Politik der Landzuweisung an die Ureinwohner ab 1887: Die indigenen Völker dieser Gegend kannten keinen privaten Landbesitz – das Land war Allgemeinbesitz der auf ihm Land lebenden Menschen. Durch die von der US-Regierung vorgenommene Parzellierung wurde bestimmten Reservatsbewohnern je eine Fläche zwischen 16 und 64 Hektar zugewiesen. Alle nicht zugewiesenen Flächen im Reservatsgebiet fielen an den Staat und konnten verkauft werden. Somit wurde das Reservatsgebiet noch einmal erheblich dezimiert.

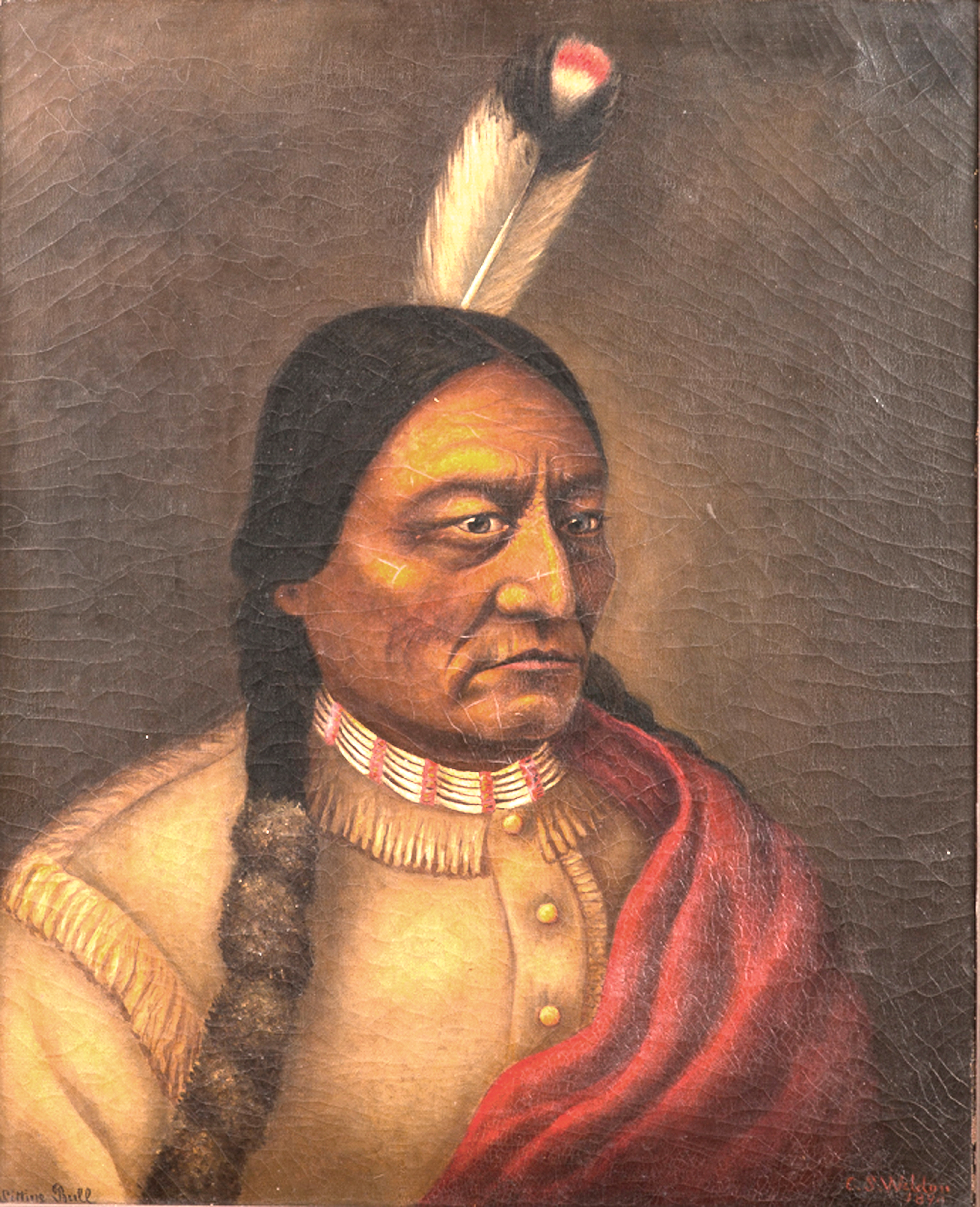
Sitting Bull, Porträt von Caroline Weldon, 1890, Öl auf Leinwand

Die historische schweizerisch-amerikanische Künstlerin Caroline Weldon war bereits lange vor ihrer Reise 1889 Mitglied der National Indian Defense Association. Sie war geschieden, nicht wie im Film verwitwet, und reiste mit einem unehelichen Kind. Sitting Bull hatte, anders als im Film dargestellt, eine Familie und nahm sie und ihr Kind dort auf. Weldon malte vier Porträts des Lakota-Häuptlings, vor allem aber unterstützte sie ihn im Widerstand gegen die weitere Verkleinerung des Reservats.
Die Umstände von Sitting Bulls Tod werden im Film ungenau dargestellt. Gegen Ende des Films treffen mehrere Polizisten der Indian Agency bei Sitting Bulls Hütte ein, um ihn festzunehmen. Er ergibt sich friedlich und besteigt ein Pferd. Währenddessen lauert ein einzelner Schütze unbekannter Identität in einem nahe gelegenen Gebäude. Sobald Sitting Bull auf seinem Pferd sitzt, feuert der Schütze einen einzigen Schuss ab, der den Häuptling von seinem Pferd stößt und ihn sofort tötet.
In Wirklichkeit widersetzte sich Sitting Bull der Polizei. Es kam zu einem Kampf zwischen Sitting Bulls Anhängern und den Polizisten, bei dem insgesamt dreizehn Ureinwohner getötet wurden, darunter Sitting Bull.

## Rezeption
Veröffentlichung
Uraufführung war am 10. September 2017 auf dem Toronto International Film Festival, in den USA wurde der Film am 25. April 2018 auf dem Tribeca Film Festival gezeigt. Er kam in Deutschland am 5. Juli 2018 in die Kinos.
Altersfreigabe
In Deutschland wurde der Film von der FSK am 28. Juni 2018 für Kinder ab 12 Jahren freigegeben. In der Begründung heißt es: „Darstellungen von Angriffen gegen die Protagonistin sowie von Grausamkeiten der Indianerkriege können Kinder im Grundschulalter aufgrund ihrer emotionalen Intensität überfordern, sind aber zurückhaltend genug inszeniert und dramaturgisch gut eingebettet, sodass bereits 12-Jährige sie verarbeiten können. Da immer wieder ruhige Szenen für Entlastung sorgen und auch das historische Setting Distanz schafft, kann diese Altersgruppe sich mit dem Film auseinandersetzen, ohne überfordert zu werden.“

### Kritik
Nach Katja Nicodemus vom Norddeutschen Rundfunk wird die Landschaft des amerikanischen Westens wie von einem Reisebüro präsentiert und die Annäherung zwischen Weldon und Sitting Bull sei zu vorhersehbar. Die Unterdrückung der Indianer sei hier nur Hintergrund für die Geschichte einer Freundschaft und einer weiblichen Selbstfindung.
Sabine Oelmann von n-tv erscheint der Film wenig realistisch, auch wenn er auf Tatsachen beruht. Die Protagonistin sei zu schön, der Häuptling zu sehr Gentleman und selbst der Bösewicht habe sympathische Momente.
Für Martina Knoben von der Süddeutschen Zeitung macht Jessica Chastain aus Catherine Weldon eine überzeugende, faszinierende Figur. Der Wilde Westen werde in prachtvollen Breitwandbildern gezeichnet und nicht die trostlos-unbarmherzige Natur, die das Leben der Pionierinnen in anderen Filmen dieses Genres spiegelten. Der Indianer trete als der edle Wilde auf, der ein ebenbürtiger Gesprächspartner für die Lady ist, und der Kontakt der Personen über die Grenzen der Geschlechter und Kulturen hinweg sei spannend. Durch drei gleichzeitig erzählte Geschichten, die Emanzipations-, die Liebesgeschichte und das letzte Aufbäumen der Indianer, sei die Zielrichtung des Films nicht ganz klar. Ärgerlich sei, dass hier eine Weiße den „Wilden“ die Zivilisation in Form eines demokratischen Prozesses bringe.